# Monty Python Live (mostly)
Monty Python Live (mostly) (voller Originaltitel: Monty Python Live (mostly): One Down, Five to Go) war eine Bühnenshow der Comedy-Gruppe Monty Python in der O₂-Arena in London, die an zehn Abenden im Juli 2014 stattfand.

## Hintergrund
Im Jahr 2013 verloren die Pythons einen Rechtsstreit gegen Mark Forstater, den Produzenten ihres zweiten Films Die Ritter der Kokosnuß, wegen Lizenzgebühren für das Musical Spamalot. In dem Musical wurden Elemente aus dem Film verwendet, an denen Forstater das Urheberrecht hatte. Sie schuldeten Forstater insgesamt ca. 800.000 £ an Anwaltskosten und Lizenzgebühren. Um diese zu bezahlen, wurde eine Reunion-Show vorgeschlagen. 

## Inhalt
Die zehn Shows fanden in zwei Blöcken vom 1. bis 5. Juli und vom 15. bis 20. Juli 2014 statt. Die Karten für die erste Show waren nach Verkaufsstart binnen 45 Sekunden ausverkauft. Die Show dauerte drei Stunden und wurde von einer 30-minütigen Pause unterbrochen.
Alle fünf noch lebenden Mitglieder von Monty Python standen nach 34 Jahren wieder gemeinsam auf der Bühne; der 1989 verstorbene Graham Chapman wurde in verschiedenen Videoclips eingeblendet. Zudem wurde Chapman am Ende der Show mit der Einblendung seines Namens und seiner Lebensdaten geehrt.
Die Gruppe führte eine umfassende Auswahl ihrer beliebtesten Sketche auf, die teilweise abgeändert wurden, um auf aktuelle oder vergangene Geschehnisse Bezug nehmen zu können. Carol Cleveland, die ab 1969 eine feste Rolle in der Serie Monty Python’s Flying Circus hatte, trat ebenfalls in mehreren Sketchen der Bühnenshow auf, u. a. als Ersatz für Graham Chapman im Spam-Sketch. Darüber hinaus waren zahlreiche Überraschungsgäste in die Show eingebunden: Eddie Izzard trat in der Finalshow als Bruce auf, nachdem er schon am Abend zuvor als Überraschungsgast im Blackmail-Sketch als erpresster Prominenter zu sehen war. Weitere bekannte Gaststars im Blackmail-Sketch waren Stephen Fry und Mike Myers. In einem Einspieler nach dem Galaxy Song traten zudem die Professoren Brian Cox und Stephen Hawking auf; Letzterer war zudem bei der letzten Aufführung im Publikum anwesend und ließ sich, als er von der Regie auf der großen Leinwand dem Saalpublikum gezeigt wurde, von seiner Betreuerin mit der Hand winken.
Die letzte der zehn Bühnenshows am Sonntag, dem 20. Juli wurde weltweit live über einen Dish-Network-Satelliten in Fernsehen und Kinos übertragen.

## Kritiken
Die Show wurde von den Kritikern überwiegend positiv aufgenommen. Eine negative Kritik der Daily Mail wurde von John Cleese und Michael Palin in der Finalshow im Dead Parrot-Sketch beantwortet, indem Cleese während einer Unterbrechung des Sketches bemerkte, er habe gehört, dem Chefredakteur der Daily Mail sei „das Arschloch transplantiert worden“, woraufhin Palin antwortete, das Arschloch habe ihn aber „schon bald nach der Operation abgestoßen“.

## Darsteller
Mitglieder von Monty Python:
- John Cleese
- Terry Gilliam
- Eric Idle
- Terry Jones
- Michael Palin
- Graham Chapman (in Einspielern aus Archivmaterial)

In festen Rollen:
- Carol Cleveland
- Samuel Holmes

Überraschungsgäste (im Blackmail-Sketch):
- 1. Juli: Stephen Fry
- 2. Juli: Lee Mack
- 3. Juli: Bill Bailey
- 4. Juli: Noel Fielding
- 5. Juli: Matt Lucas
- 15. Juli: Warwick Davis
- 16. Juli: Simon Pegg
- 18. Juli: David Walliams
- 19. Juli: Eddie Izzard
- 20. Juli: Mike Myers

Cameo-Auftritte (bereits im Vorfeld aufgenommen):
- Professor Brian Cox
- Professor Stephen Hawking (auch als Zuschauer in der Finalshow am 20. Juli anwesend.)

## Sketche und Songs
Laut Dominic Cavendish von der Zeitung The Telegraph:

### Erste Hälfte
- Llamas
- Opening Sequence
- Four-Yorkshiremen-Sketch
- The Fish-Slapping Dance (Video-Einspielung)
- Not The Noel Coward Song – erweitert um eine Vagina- und eine Hintern-Strophe
- The Naval Medley/Ypern 1914
- Colonel Stopping It (Video-Einspielung)
- Batley Townswomen’s Guild Presents the Battle of Pearl Harbour (Video-Einspielung)
- The Last Supper
- Every Sperm Is Sacred
- Protestant Couple
- Silly Olympics (Video-Einspielung)
- Vocational Guidance Counsellor
- The Lumberjack Song
- The Philosophers’ Football Match – Erste Halbzeit (Video-Einspielung)
- Bruces
- Bruces’ Philosophers Song
- The Philosophers’ Football Match – Zweite Halbzeit (Video-Einspielung)
- Crunchy Frog
- Blood, Devastation, Death, War and Horror
- I Like Chinese

### Zweite Hälfte
- Spam Lake (dance routine)
- Sit on My Face
- The Death of Mary Queen of Scots
- Penguin on the Television
- Gumby Flower Arranging
- Camp Judges
- Albatross
- Nudge Nudge
- Nudge Rap (dance routine)
- Blackmail
- Miss Anne Elk
- Spanish Inquisition
- Galaxy Song
- Brian Cox and Stephen Hawking
- The Silly Walk Song (dance routine)
- Argument Clinic
- I’ve Got Two Legs
- Captions
- Spam / Finland
- Pet Shop / Cheese Shop sketch / Come Back to My Place
- Christmas in Heaven
- Always Look on the Bright Side of Life als Zugabe.

Dazwischen wurde an einigen Stellen wie in der Serie Monty Python’s Flying Circus mittels Stop-Motion- und Zeichentrick-Animationen von Terry Gilliam von einem Sketch zum nächsten übergeleitet.